# Theodor Gmür

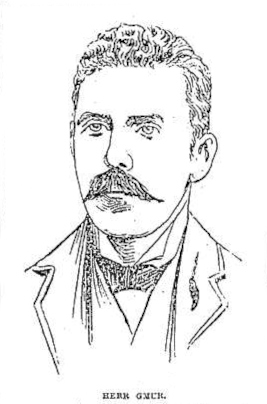
Theodor Gmürr in einer 1895 veröffentlichten Zeichnung von Michael Holland

Theodor Gmür (* 14. Februar 1859 in Amden; † 21. Januar 1929 in Cork) war ein in Irland lebender Musiker, Komponist und Professor für Harmonik, Kontrapunkt und Blattspiel an der Cork School of Music.

## Leben
Theodor Gmür war zweitjüngstes von acht Kindern der katholische Familie von Johann Baptist (1812–1883) und Lisette Beerli. Das Geschlecht der Gmür lässt sich in Amden bis in das 15. Jahrhundert nachweisen. Als Enkel des Gemeindeammanns Gallus Gmür (1775–1850) gehörte Theodor Gmür dem Zweig der Grossgmür an. Die Familie war sehr musikalisch, der Vater spielte Violine, war erster Geiger des Kirchenorchesters, sang in Chören und organisierte Gesangsfeste, was ihm den lokalen Beinamen „Sängervater“ einbrachte. Mit dem Komponisten Joachim Raff hatte die Familie eine freundschaftliche Verbindung. Außer Theodor Gmür und seinem Cousin und Operntenor Rudolf Gmür begann niemand in der Familie eine professionelle Karriere als Musiker.
Theodor Gmürs musikalisches Talent zeigte sich früh, als er im Alter von acht Jahren ein Grablied für eine Beerdigung komponierte. Als Zehnjähriger kam er in die Stiftsschule Einsiedeln, in der sein Cousin und Benediktiner Augustin Gmür (1841–1900) tätig war und die insbesondere für ihre musikalische Erziehung bekannt war. An der Schule komponierte Theodor Gmür u. a. einen Festmarsch für das Schülerorchester zu Ehren des Schulleiters an seinem Geburtstag. An der Schule wurden zahlreiche Opern aufgeführt, in denen er führende Rollen übernahm wie etwa in Fidelio und Der Regimentsbursch (als Variante der Regimentstochter). Ebenso studierte er die Orgel und spielte im Schülerorchester Violine und diverse Blasinstrumente.
Nach sechs Jahren in Einsiedeln war Gmür für ein knappes Jahr Schüler bei Carl Greith, damals Domkapellmeister an der Münchener Frauenkirche. Nach seiner Rückkehr in Einsiedeln perfektionierte er unter dem Organisten und späteren Stiftskapellmeister Basilius Breitenbach (1855–1920) sein Orgelspiel. 1878 erreichten Gmür zwei Stellenangebote als Organist. Eines kam aus Pittsburgh, das andere wurde durch den Luzerner Musikdirektor und Komponisten Gustav Arnold (1831–1900) vermittelt, der in Luzern durch den Pfarradministrator James Hegarty der Peter-und-Paul-Kirche in Cork aufgesucht wurde.
Gmür kam am 1. Dezember 1878 in Cork an und trat die angebotene Stelle als Organist und Kapellmeister der Sts Peter and Paul’s Church, Cork an und behielt diese Stelle bis an sein Lebensende. Wenngleich Gmür zeitweise in die Schweiz zurückkehrte, wie beispielsweise zur Tonkünstlerversammlung des Allgemeinen deutschen Musikvereins 1882 in Zürich, lebte er sich rasch im südlichen Irland ein. Er heiratete eine Irin, sprach Hiberno-Englisch mit südirischer Mundart und galt als „irischer als die Iren selbst“. In einem 1901 mit der Irish Times geführten Gespräch beschrieb er seine Sicht zu Irland:

“I am very fond of Ireland and the Irish people, from whom I have always received the greatest kindness. The people are naturally very musical. However, music, and especially singing, has been shamefully neglected up to this in the schools, to which I attribute the slow progress that musical knowledge is making in the country.”

„Ich schätze sehr Irland und die Iren, die mich mit größter Liebenswürdigkeit aufgenommen haben. Die Leute sind von Natur aus sehr musikalisch. Jedoch wurde Musik und insbesondere das Singen bislang in den Schulen sträflich vernachlässigt, worauf ich die langsamen Fortschritt bei den Musikkenntnissen in diesem Lande zurückführe.“

In Sts Peter and Paul’s Church führte Gmür zahlreiche Messen auf, darunter die in C-Dur und die Missa solemnis von Ludwig van Beethoven, die Messen 1, 2, 3, 5 und 12 von Joseph Haydn, die Messe in C-Dur von Wolfgang Amadeus Mozart, die Messe in Es-Dur von Luigi Cherubini, die Messe in B-Dur von Franz Schubert, die Missa angeli custodes in C-Dur von Charles Gounod, die Messe in B-Dur von Saverio Mercadante, die Messe in Es-Dur von Giuseppe Concone, 1899 mit der Missa Pontificalis die Erstaufführung eines Werks von Lorenzo Perosi im Vereinigten Königreich sowie drei von ihm selbst komponierte Messen.
Auf Initiative von Gmür gab es über 200 Konzerte und Opern in Cork, deren Einnahmen überwiegend lokalen wohltätigen Zwecken zukamen. Dies begann mit der 1882 aufgeführten komischen Oper Patience oder Bunthornes Braut von Arthur Sullivan und William Schwenck Gilbert. Da Gmür nicht die Noten für das Orchester bzw. die Aufführungsrechte hierzu erhielt, war er gezwungen, die gesamte Oper selbst neu zu orchestrieren. Hierzu erhielt er das Einvernehmen des Opernproduzenten Richard D’Oyly Carte.
Am 3. April 1893 wurde die von ihm selbst komponierte Oper Edelweiss mit großem Erfolg uraufgeführt, der auch in den folgenden Aufführungen anhielt. Nur das ursprüngliche Libretto von Frederic William Broughton wurde in der Kritik als etwas zu schwach angesehen. Für die erneute Aufführung 1895 wurde daher das Libretto von Walter Parke überarbeitet. Weitere Aufführungen folgten 1898, 1911, und 1925.

Rollen aus der Oper Edelweiss in Zeichnungen von Michael Holland
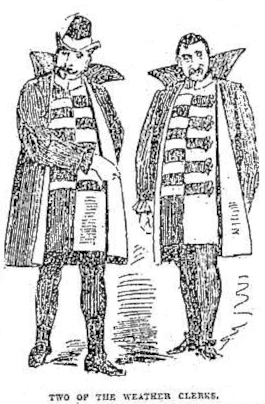
Zwei der Wettermacher
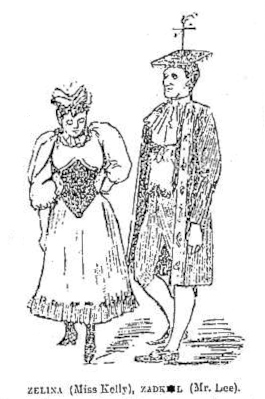
Zelina und Zudkiel, der Chef der Wettermacher

Gmür unterstützte kontinuierlich die in Cork von Amateuren getragenen Bewegungen, Opern aufzuführen. 1916 entstand eine Gruppe von acht männlichen Sängern unter dem Namen The Warblers, die bei einem ihrer Auftritte durch den Manager des Opernhauses in Cork, Frank J. Pitt, entdeckt und kurz darauf engagiert wurden. Einige der Sänger gehörten zur Cork Choral Union der von Gmür geleiteten Cork School of Music. Mit seiner Hilfe wurde die bis heute existierende Cork Operatic Society gegründet, die mit der Aufführung der komischen Oper La mascotte zum Osterwochenende 1918 debütierte. Gmür blieb deren musikalischer Direktor bis zu seinem Tod.
Gmür starb am 21. Januar 1929 an seinem Wohnsitz im Mashanaglass House an der Western Road in Cork. Sein Leichnam wurde anschließend in der Peter-und-Paul-Kirche aufgebahrt. Die Beerdigung folgte am 23. Januar.

## Werke (Auswahl)

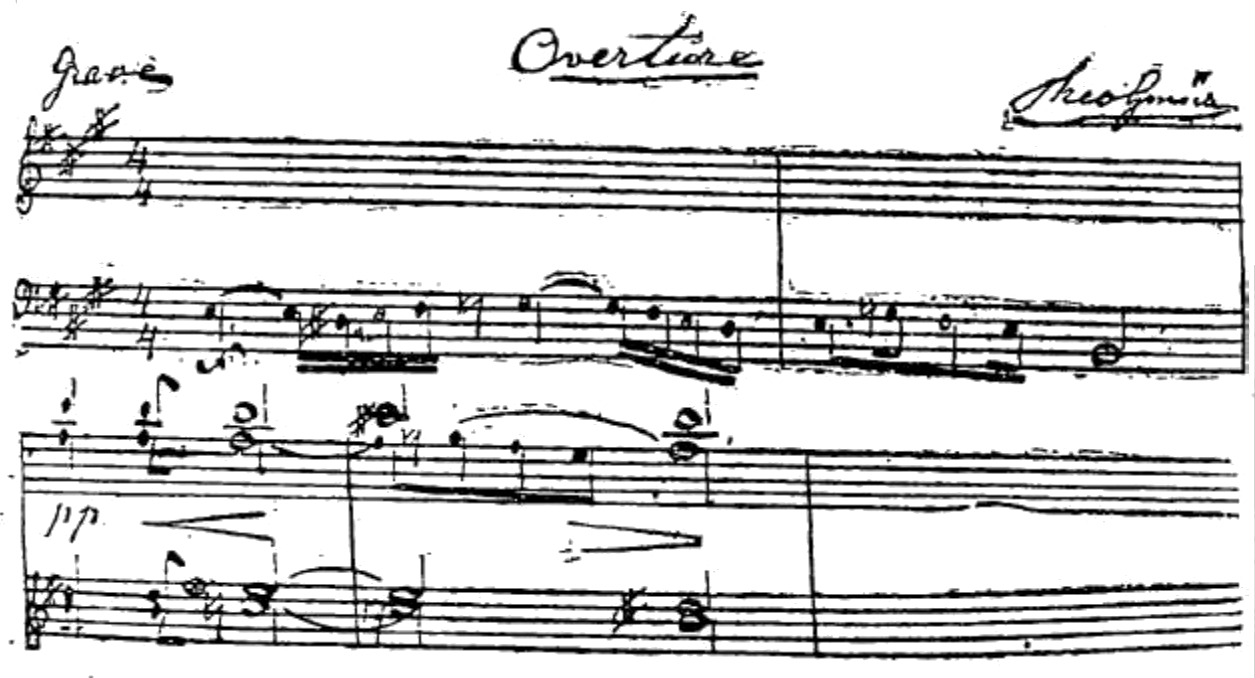
Autograph von Theo Gmür, 1901 veröffentlicht in der Weekly Irish Times

- Oper Edelweiss in zwei Akten im Stil einer ballad opera mit einem Libretto von Frederic William Broughton, uraufgeführt am 3. April 1893 im Cork Opera House.[26] Das Libretto wurde 1895 von Walter Parke überarbeitet.[17]
- Benedictus qui venit, uraufgeführt am 18. April 1897.[27]
- Patriotische Lieder There is no land like Ireland (nach Worten von Timothy Daniel Sullivan) und To god and Ireland true (nach einem Gedicht von Ellen O’Leary).[24][28]
- Lied The Robin‘s Song (nach einem Gedicht von Timothy Daniel Sullivan), 1886 über The Nation veröffentlicht.[29]